# Otto Gilbert

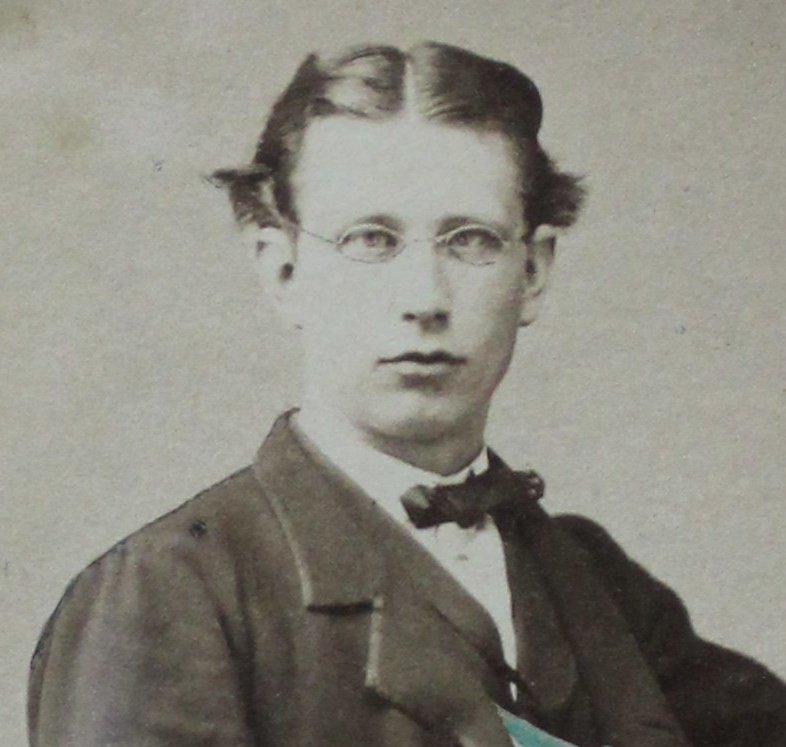
Otto Gilbert

Otto Gilbert (* 25. September 1839 in Rätzlingen; † 23. Juni 1911 in Goslar) war ein deutscher Bibliothekar und Althistoriker.

## Leben
Gilbert studierte von 1859 bis 1866 Theologie, Philosophie und Geschichte und promovierte 1867 in Marburg zum Dr. phil. In Göttingen wurde er 1864 Mitglied des Corps Hildeso-Guestphalia. Seine berufliche Laufbahn begann er als Gymnasiallehrer in Hameln. Später trat er in den Bibliotheksdienst und wurde Assistent und Kustos der Göttinger Universitätsbibliothek. 1876 wurde er an der Universität Göttingen für Alte Geschichte habilitiert und 1884 zum a.o. Professor ernannt. 1886 übernahm er als Direktor die Leitung der Universitätsbibliothek Greifswald. 1899 trat er in den Ruhestand. Aus Anlass seines Übertritts in den Ruhestand wurde ihm der Charakter eines Geheimen Regierungsrates verliehen.

## Veröffentlichungen (Auswahl)
- Ea quae Demosthenes et Aeschines in orationibus de falsa legatione habitis de tempore primae et secundae ad Philippum legationis narrant num inter se consentiant quaeritur. Diss. phil. Marburg 1867.
- Die Festzeit der attischen Dionysien. Göttingen 1872.
- Die Rede des Demosthenes peri parapresbeias. Berlin 1873.
- Rom und Karthago in ihren gegenseitigen Beziehungen 513-536 u.c. (241-218 v. Chr.). Leipzig 1876.
- Geschichte und Topographie der Stadt Rom im Altertum. 3 Bände, Leipzig 1883–1890.
- Die Fassungskraft des Magazins der Greifswalder Universitätsbibliothek. In: Zentralblatt für Bibliothekswesen, Bd. 9 (1892), S. 317–334 (online).
- Griechische Götterlehre in ihren Grundzügen dargestellt. Leipzig 1898.
- Die meteorologischen Theorien des griechischen Altertums. Leipzig 1907.
- Griechische Religionsphilosophie. Leipzig 1911.